# El Chaparro (Venezuela)
Pour les articles homonymes, voir Chaparro.
El Chaparro est une ville du Venezuela, chef-lieu de la municipalité de Sir Arthur Mc Gregor dans l'État d'Anzoátegui. Autour de la ville s'articule la division territoriale et statistique de Capitale Sir Arthur Mc Gregor.